# Нантёй-ан-Валле
Нантёй-ан-Валле́ (фр. Nanteuil-en-Vallée) — коммуна во Франции, находится в регионе Пуату — Шаранта. Департамент — Шаранта. Входит в состав кантона Рюффек. Округ коммуны — Конфолан.
Код INSEE коммуны — 16242.
Коммуна расположена приблизительно в 360 км к юго-западу от Парижа, в 65 км южнее Пуатье, в 45 км к северу от Ангулема.

## Население
Население коммуны на 2008 год составляло 1462 человека.
| 1962 | 1968 | 1975 | 1982 | 1990 | 1999 | 2008 |
| ---- | ---- | ---- | ---- | ---- | ---- | ---- |
| 637  | 557  | 1545 | 1449 | 1496 | 1394 | 1462 |

## Администрация
| Период | Период | Фамилия   | Партия | Примечания |
| ------ | ------ | --------- | ------ | ---------- |
| 2001   | 2008   | Жак Фийон |        |            |
| 2008   | 2014   | Моиз Омон |        |            |

## Экономика
В 2007 году среди 808 человек в трудоспособном возрасте (15—64 лет) 507 были экономически активными, 301 — неактивными (показатель активности — 62,7 %, в 1999 году было 63,7 %). Из 507 активных работали 436 человек (266 мужчин и 170 женщин), безработных было 71 (32 мужчины и 39 женщин). Среди 301 неактивных 66 человек были учениками или студентами, 130 — пенсионерами, 105 были неактивными по другим причинам.

## Достопримечательности
- Аббатство Нотр-Дам[фр.] (XII век). Исторический памятник с 1943 года[3]
- Часовня Буазоже (XV век). Исторический памятник с 1992 года[4]
- Приходская церковь Св. Иоанна Крестителя. Исторический памятник с 1989 года[5]
  - 9 кресел XV века. Исторический памятник с 1933 года[6]
  - Капитель, кропильница (XII—XIII века). Высота — 88 см. Исторический памятник с 1922 года[7]
- Церковь Сен-Мартен
  - Бронзовый колокол (1616 год). На колоколе выгравирована надпись: Jésus Maria 1616. Исторический памятник с 1944 года[8]
- Поместье Эзек (XVII век). Исторический памятник с 2002 года[9]

## Фотогалерея

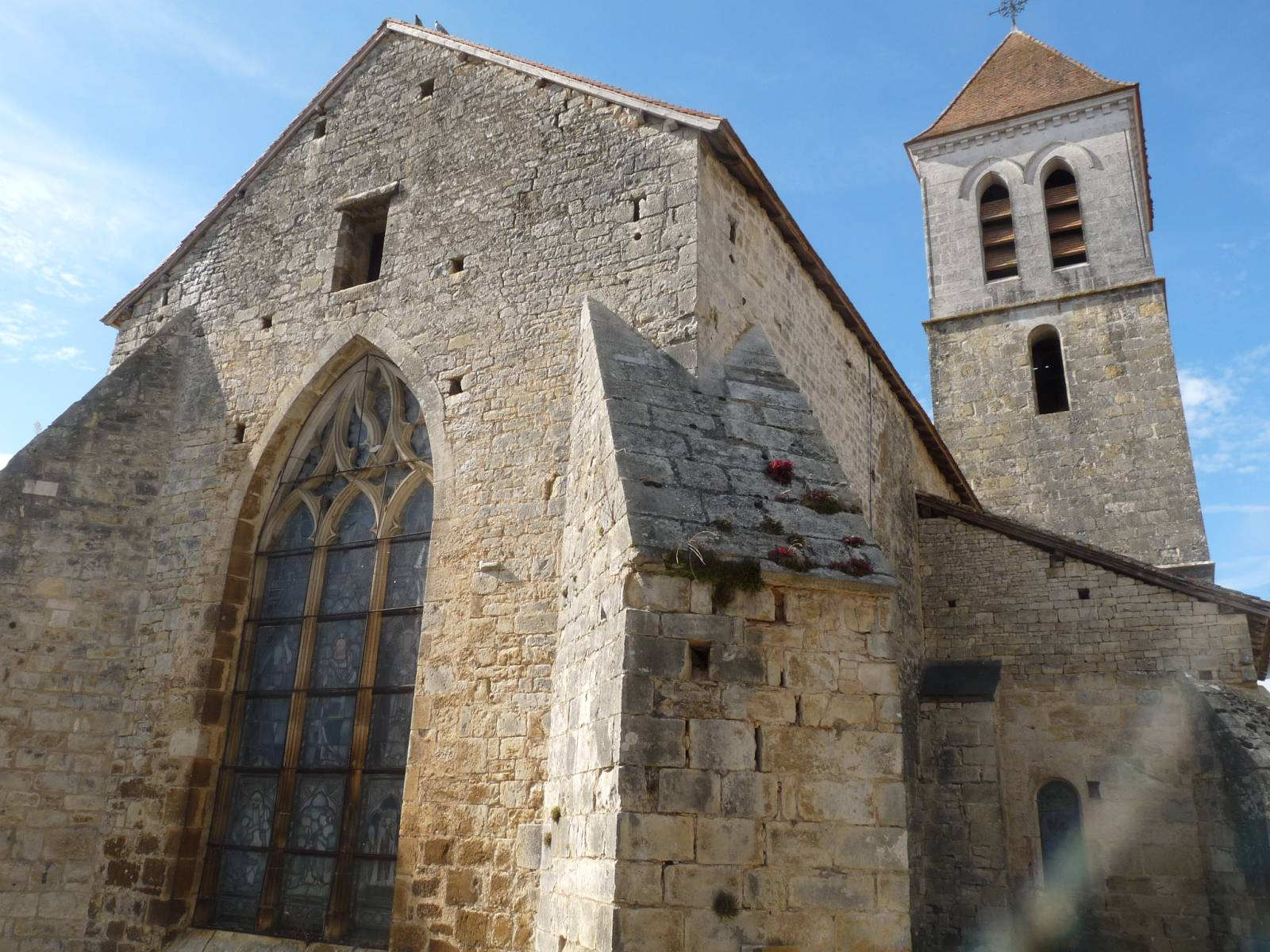
Церковь Св. Иоанна Крестителя
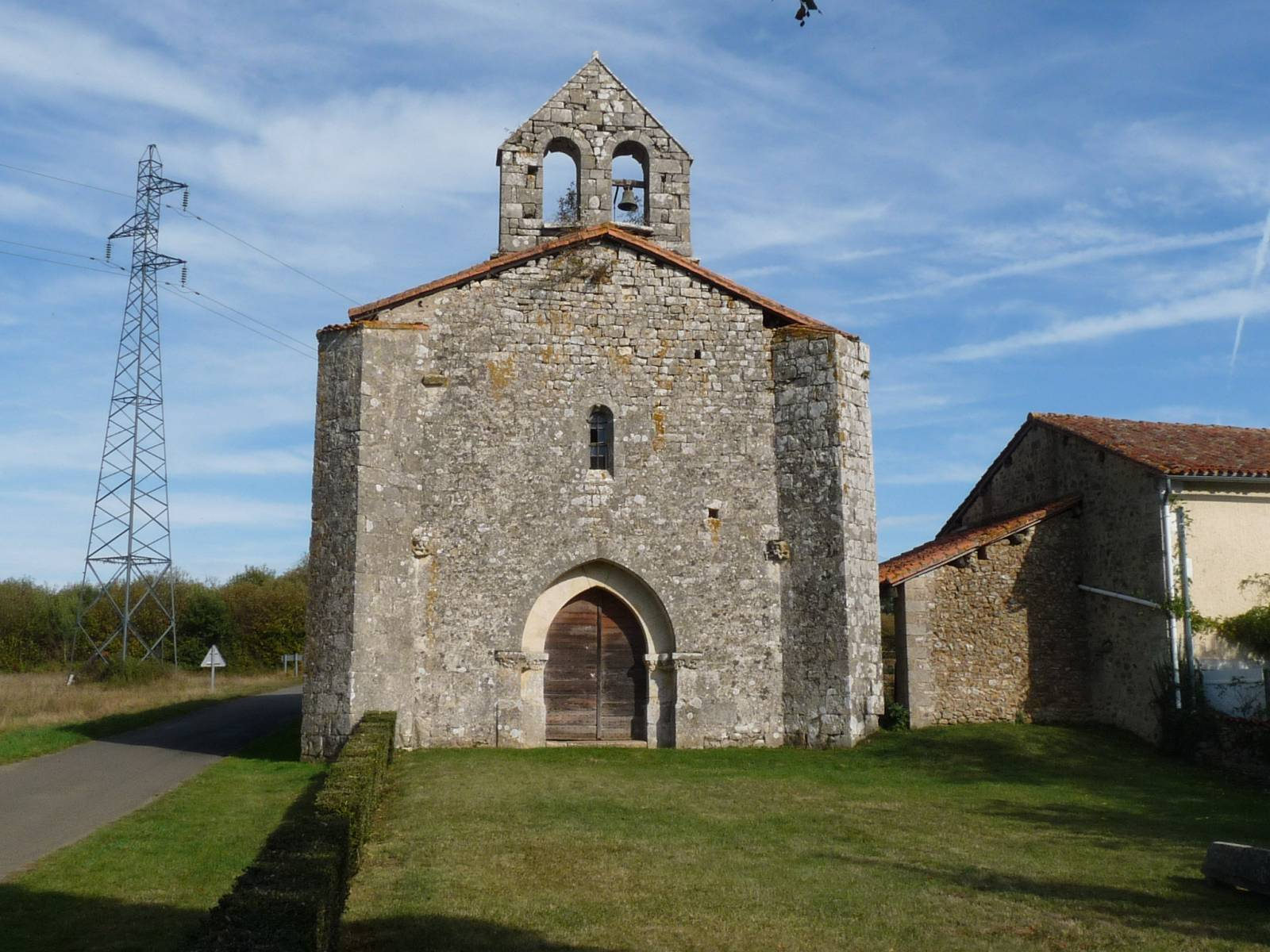
Часовня Буазоже
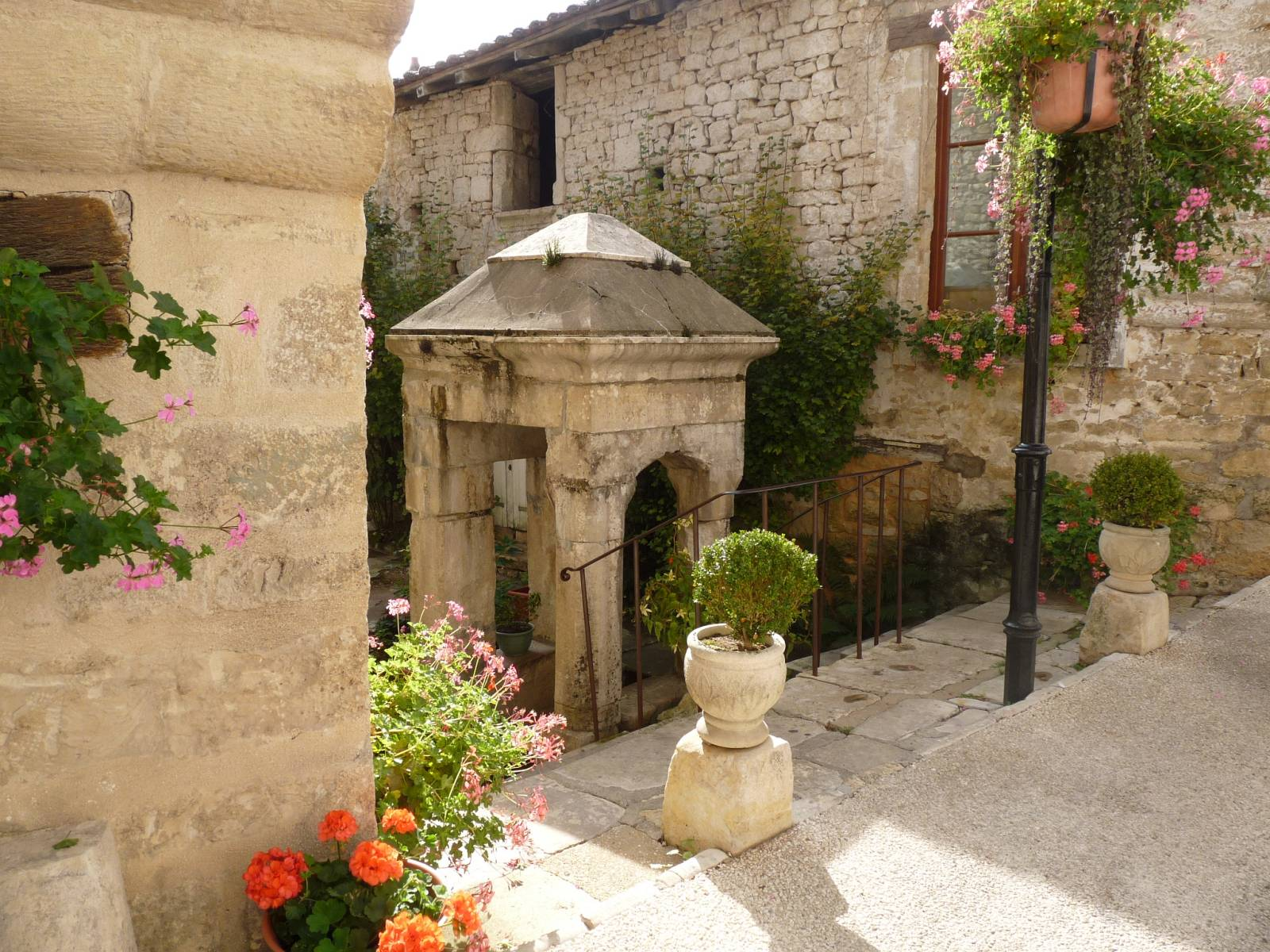
Фонтан Сен-Жан